# Frumêncio
Frumêncio (gueês ፍሬምናጦስ frēmnāṭōs) foi um missionário cristão fenício e o primeiro bispo de Axum, foi quem trouxe o cristianismo para o Reino de Axum. Ele às vezes é conhecido por outros nomes, como Abuna ("Pai Nosso") e Aba Salama. 
Teodoreto, que se refere aos eventos como passando na Etiópia, relata a história de Frumêncio. Um homem de Tiro, interessado em comerciar com a Índia, partiu em viagem, levando seus dois sobrinhos; o barco, porém, foi atacado por bárbaros na costa da Etiópia, que afogaram alguns marinheiros e mataram este homem. Seus sobrinhos, Edésio e Frumêncio, foram levados como escravos ao rei de Axum, que, percebendo a inteligência deles, os promoveu a superintendentes do reino. Eles eram cristãos, e continuaram servindo ao reino após a morte do rei e a sucessão para seu filho. Após algum tempo, eles pediram para voltar para seu país, e voltaram a território romano. Edésio foi para Tiro, mas Frumêncio para Alexandria, onde informou que os etíopes estavam ansiosos para ganhar a luz espiritual. Atanásio, o bispo, disse que não havia ninguém melhor que o próprio Frumêncio para a missão, nomeou-o bispo, e enviou-o de volta. Frumêncio, com a graça de Deus, com trabalhos maravilhosos, ganhou várias almas.